# Одного разу я прийшов додому
«Одного разу я прийшов додому» — анімаційний фільм 1980 року Творчого об'єднання художньої мультиплікації студії Київнаукфільм за мотивами українських народних пісень. Режисер — Ірина Гурвич.

## Сюжет
Ця історія відбулася в одному українському селі, в родині простого мужика Стецька, який любив випити. Прийшов він якось раз додому агресивний, та став погрожувати своїй дружині Одарці, розбудивши криками маленьку дитину. Виставила дружина його за двері, відправивши спати на горище. А вранці, протверезівши, став дебошир просити вибачення, але жінка його була непохитна у своєму рішенні.

## Над мультфільмом працювали
- Автор сценарію і режисер: Ірина Гурвич
- Художник-постановник: І. Дівішек
- Композитор: Борис Буєвський
- Оператор: Анатолій Гаврилов
- Звукооператор: Ізраїль Мойжес
- Художники-мультиплікатори: І. Бородавко, Адольф Педан
- Ролі озвучили: Микола Гринько (Стецько), Галина Демчук (Одарочка)
- Редактор: Світлана Куценко
- Директор фільму: Іван Мазепа